# Katholische Universität von Angola
Die Katholische Universität von Angola  (Universidade Católica de Angola, UCAN) ist eine katholische Hochschule in Angola, mit Sitz in der Landeshauptstadt Luanda.

## Geschichte
Mit der  Kabinettsorder vom 7. August 1992 wurde der katholischen Kirche erlaubt, eine katholische Universität in Angola zu errichten. Die UCAN wurde am 29. Oktober 1997 durch die Katholische Bischofskonferenz von Angola und São Tomé (CEAST) genehmigt und errichtet und nahm am 22. Februar 1999 ihren Lehrbetrieb auf. Sie war zunächst im Gebäude des Colégio São José de Cluny, im historischen Zentrum von Luanda, untergebracht, zog aber 2009/2010 in einen Campus um, der im eher peripheren Stadtviertel Palanca neu erbaut wurde.

## Zielsetzung
Auf Weisung der Katholischen Bischofskonferenz von Angola und São Tomé übernimmt die Universität eine umfangreiche Arbeit in Lehre und Forschung. Ihr Schwerpunkt liegt in der Förderung der Humanwissenschaften, unter Berücksichtigung christlicher Werte, und dient der Förderung und  Entwicklung der angolanischen Nation. Sie steht auch anderen Religionen gegenüber offen, diese müssten aber dem christlichen Humanismus entsprechen.

## Organisation
Im Jahr 2011 sind 4.524 Studenten immatrikuliert, als Studiensprache gilt vorrangig Portugiesisch, als Zweitsprache wird Englisch angeboten. Sie gliedert sich in vier Fakultäten: Wirtschaftswissenschaften, Rechtswissenschaften und Ingenieurwissenschaften, sie besitzt keine theologische Fakultät oder religiös ausgerichtetes Institut und erhält auch keine Finanzmittel durch die katholische Kirche.

## Finanzierung
Neben den Hauptsponsoren (keine Regierungsgelder) aus den USA beteiligen sich Institutionen aus Portugal, Südafrika, Norwegen, Spanien und Italien. Die Grundfinanzierung wird von den in Angola ansässigen Ölförderfirmen aus den o. g. Ländern, sichergestellt und richtet sich nach den Fördermengen. Je gefördertem Barrel Erdöl (z. B. 1998: 300 Millionen) zahlen diese Nationen 15 US-Cent in einen speziellen Fonds ein.

## Fakultäten
- Fakultät für Sozialwissenschaften (Direktor: António Costa)
- Juristische Fakultät (Direktor: Adérito Correia)
- Fakultät für Wirtschaftswissenschaften (Direktor: Justino Pinto de Andrade)
- Fakultät für Ingenieurwissenschaften (Direktor: Aires Veloso)

## Forschungszentren
Das wichtigste Forschungszentrum der Universität ist das CEIC (Centro de Estudos e Investigação Científica, Zentrum für wissenschaftliche Studien und Forschung), das bislang ausschließlich auf Wirtschafts- und Sozialwissenschaften ausgerichtet ist und unter der Leitung von Manuel Alves da Rocha steht. In der angolanischen Universitätslandschaft, in der vergleichsweise noch wenig Forschung betrieben wird, hat sich das CEIC durch eine Reihe von Veröffentlichungen und Tagungen einen beachtlichen Platz erworben. Es ist international zunehmend vernetzt, so mit dem Christian-Michelsen-Institut der Universität Bergen, dem Centro de Estudos Internacionais im ISCTE-Institut von Lissabon, dem Centre d’Études d’Afrique Noire der Université de Bordeaux und anderen.
Dem CEIC angeschlossen ist ein Zentrum für Umfragen und Meinungsforschung. Daneben gibt es noch ein im Aufbau befindliches Forschungszentrum für religiöse und kulturelle Fragen.